# Pedro Paulo de Oliveira
Pedro Paulo de Oliveira, genannt Pedrinho (* 29. Juni 1977 in Rio de Janeiro) ist ein ehemaliger brasilianischer Fußballspieler und Fußballtrainer.

## Karriere
Pedrinho spielte die meiste Zeit seiner Laufbahn beim CR Vasco da Gama aus Rio de Janeiro. Mit dem Klub konnte zweimal die nationale Meisterschaft und einmal die Copa Libertadores gewinnen. Er war aber auch kurze Zeit in Saudi-Arabien und den VAE aktiv.
Am 18. August 2004 hatte er seinen einzigen Einsatz in der Nationalmannschaft. Beim Benefizspiel gegen Haiti wurde er in der 60. Minute für Roger eingewechselt.
Nach seiner aktiven Laufbahn fing er 2016 seine Karriere als Trainer an. Der Cruzeiro EC verpflichtete ihn als Assistenztrainer von Deivid. Im Zuge der Primeira Liga do Brasil 2016 durfte er am 9. März 2016 gegen den Athletico Paranaense auch den Posten als Cheftrainer einnehmen.

## Erfolge als Spieler
Vasco da Gama
- Campeonato Brasileiro de Futebol: 1997, 2000
- Staatsmeisterschaft von Rio de Janeiro: 1998
- Copa Libertadores: 1998
- Torneio Rio-São Paulo: 1999
- Copa Mercosur: 2000

Palmeiras
- Série B: 2003

Santos
- Staatsmeisterschaft von São Paulo: 2007